# Telipok
Telipok est une ville de Malaisie qui se trouve dans l'État du Sabah à quinze kilomètres de Kota Kinabalu. En 2010 sa population était de 432 habitants.